# Cristoforo Moro
Cristoforo Moro (Venecia, República de Venecia; 1390-Ibidem, 10 de noviembre de 1471) fue el sexagésimo séptimo dogo de Venecia. Reinó desde 1462 hasta 1471.

## Familia
La familia Moro instaló en Venecia en el siglo V cuando Stephanus Maurus, bisnieto de Maurus, construyó una iglesia en la isla de Murano. Cristoforo fue la undécima persona de la familia en ser elegido dux. Su dogaressa fue Cristina Sanudo.

## Carrera
Después de graduarse de la universidad, Moro ocupó varios cargos públicos. Fue el embajador de Venecia ante los Papas Eugenio IV y Nicolás V. Se dice que San Bernardino de Siena profetizó que Moro algún día se convertiría en dux, y como cumplimiento de un voto solemne, Moro mandó construir y dedicar la Iglesia de San Giobbe a la memoria de Bernardino. Legó su fortuna a varias organizaciones benéficas y fundaciones, incluida la Iglesia de San Giobbe.

### Como dogo de Venecia
El gobierno de Moro estuvo marcado por el comienzo de una larga guerra entre Venecia y los turcos otomanos. En 1463 el Papa Pío II envió a Moro una espada consagrada con la intención de convencer a Venecia de unirse a la alianza antiturca. La reacción en Venecia fue inicialmente vacilante, ya que la principal prioridad de la República eran sus intereses económicos.
En abril de 1463, diez años después de la conquista de Constantinopla, las tropas otomanas ocuparon la fortaleza veneciana de Argos en Grecia. El patriarca latino y cardenal Basilio Besarión viajó a Venecia para pedir a la República que se uniera a la "defensa de la fe"; es decir, unirse a la guerra contra los turcos. Ese mismo año se formó una alianza entre Venecia, Hungría y el príncipe albanés Skanderbeg con la bendición del Papa para contrarrestar la amenaza de la agresiva política de conquista del sultán Mehmed II. La coalición logró detener temporalmente la expansión otomana; sin embargo, los nuevos límites territoriales adquiridos por los turcos en sus conquistas habían sido aceptados en general.
En 1469, el comandante de la flota veneciana Niccolò Canal retomó la ciudad de Enez en Tracia, pero no pudo defender la isla de Negroponte (Eubea), una gran bodega de alimentos de Venecia, del ataque turco. Eubea fue conquistada por el sultán mientras infligía enormes pérdidas a las fuerzas venecianas.
La República enfrentó nuevas amenazas de las ciudades del norte de Italia que codiciaban la tierra veneciana, así como del rey francés Luis XI, que buscaba expandir Lombardía a expensas de Venecia.

## Tumba
La tumba de Moro se encuentra en el santuario de la Iglesia de San Giobbe. La tumba está sobre el suelo, cubierta con una lápida de mármol.